# Weltmeister
La Weltmeister (in cinese :威马汽车), chiamata anche WM Motor Technology, è una casa automobilistica cinese fondata nel 2015 con sede a Shanghai.

## Storia

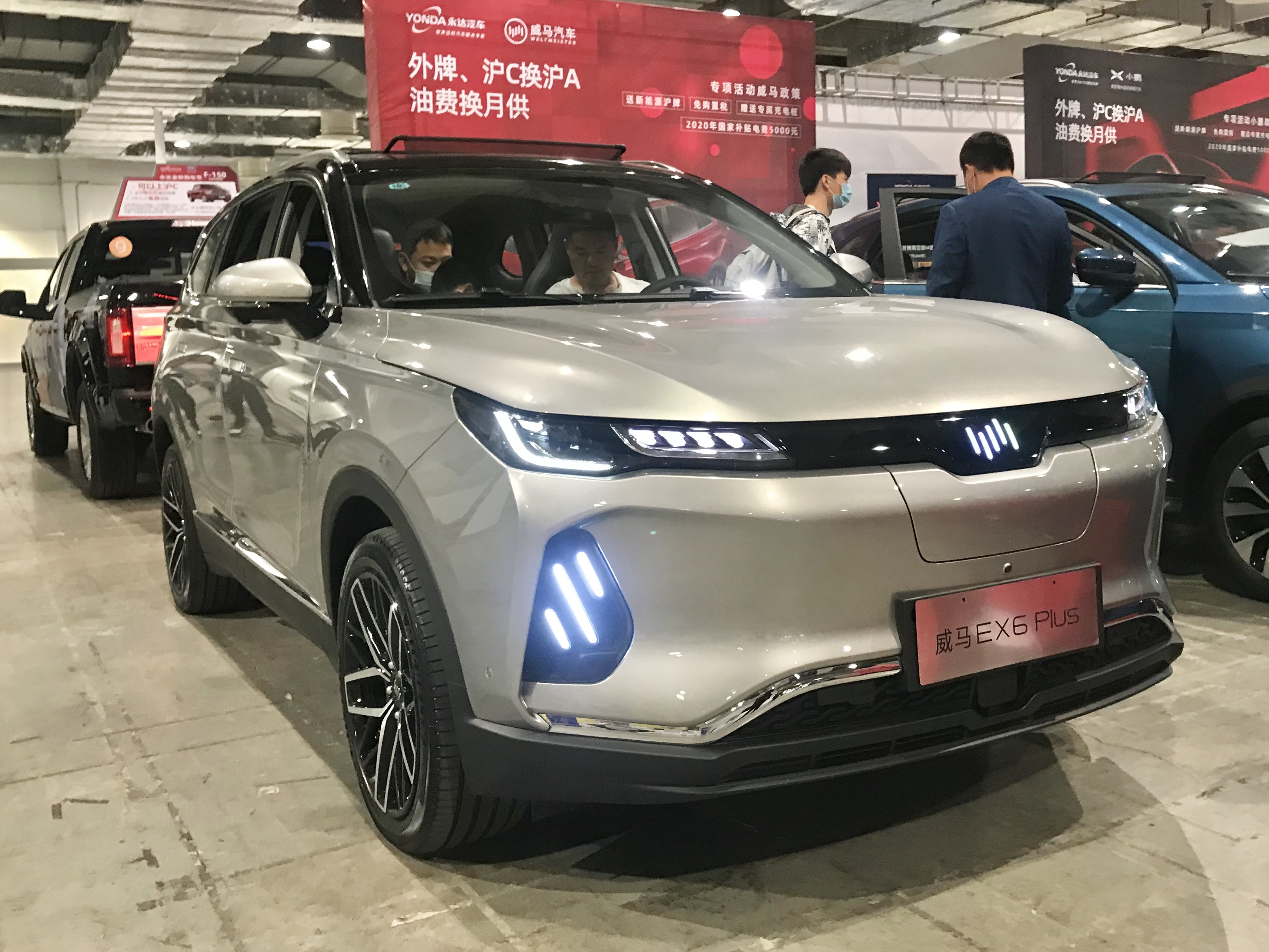
Weltmeister EX6

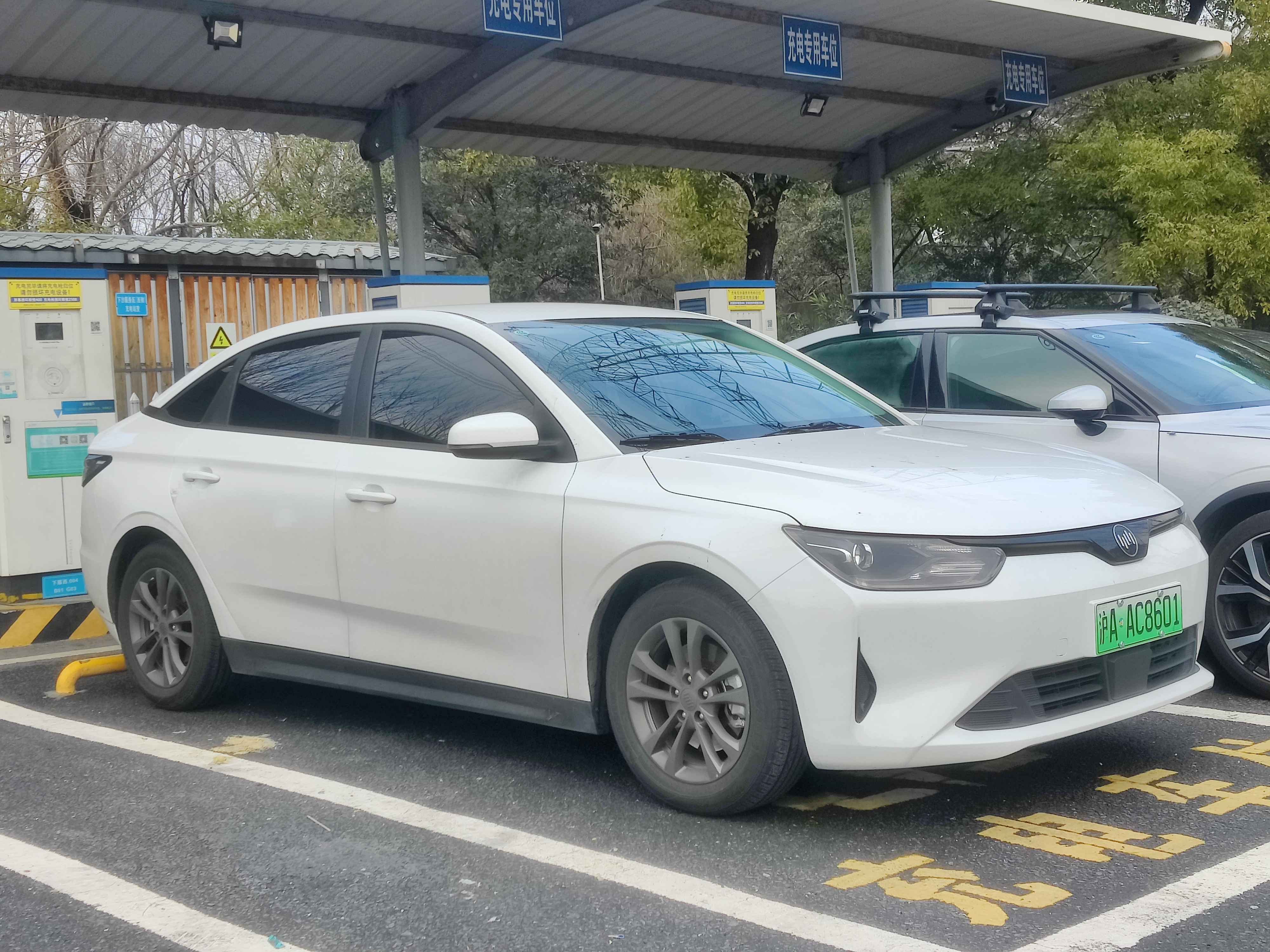
Weltmeister E5

Fondata a Shanghai come costruttore esclusivamente di veicoli elettrici alimentati 
a batteria nel gennaio 2015 da Freeman Shen (ex dirigente di Geely e di Volvo in Cina), nel 2017 ha avviato una partnership con la casa automobilistica tedesca Isdera per progettare e produrre auto elettriche; il primo veicolo sviluppato come risultato di questa partnership è stata la l'Isdera Commendatore GT, presentata al salone di Pechino 2018. Sempre allo stesso salone ha debuttato anche la prima auto di serie, la Weltmeister EX5. Tra i finanziatori e investitori della Weltmeister, ci sono le società cinesi Baidu e Tencent.

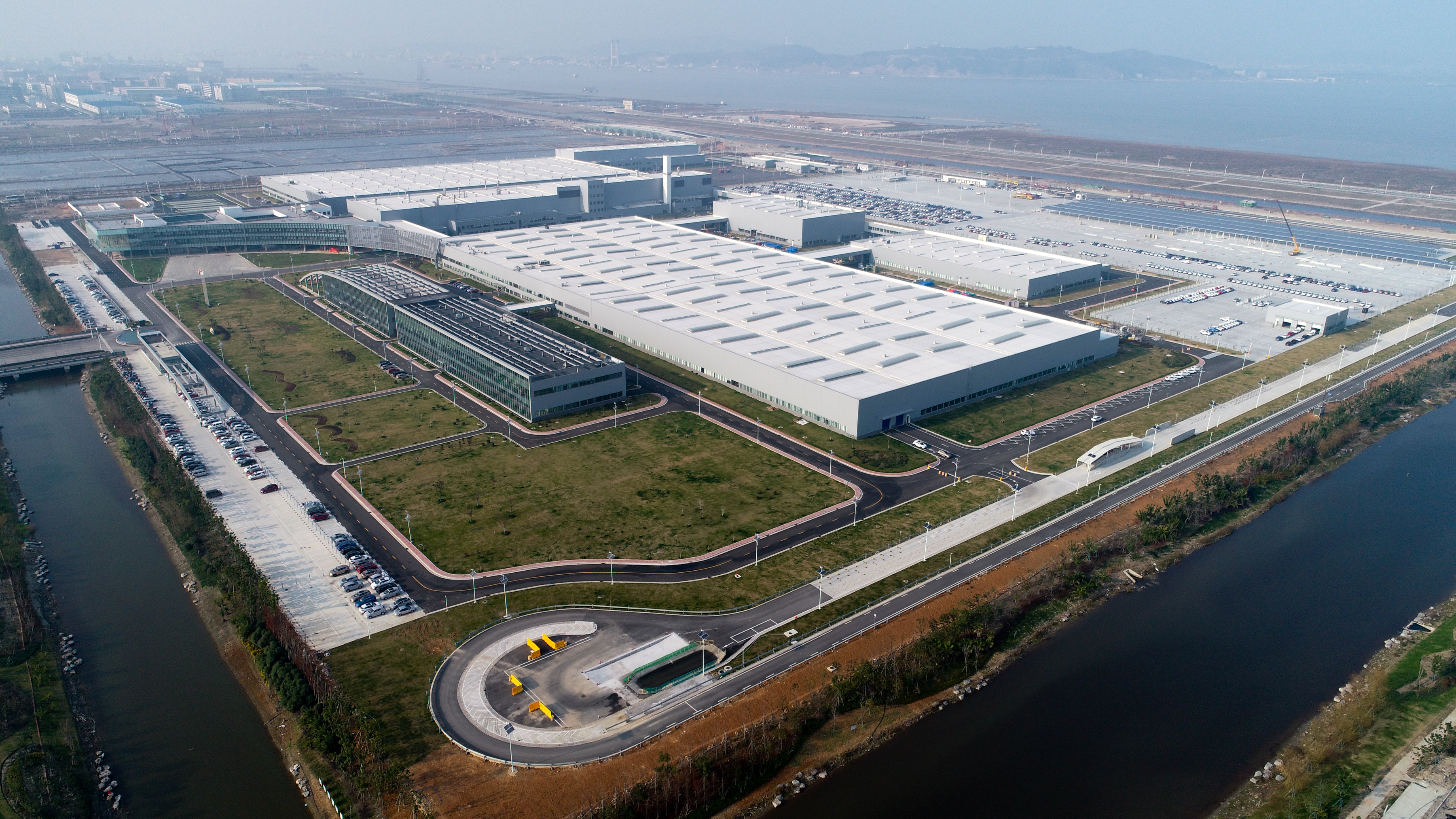
Lo stabilimento di Wenzhou ha un'area di 650.000 m² e una capacità di produzione massima di circa 100mila autovetture all'anno

La costruzione dello stabilimento per l'assemblaggio delle vetture è iniziata nel settembre 2016, con la produzione all'interno della fabbrica che è partita il 28 settembre 2018. Lo stabilimento di Wenzhou copre un'area di 650.000 metri quadrati ed ha una capacità produttiva di circa 100.000 esemplari all'anno. Il costo dell'impianto è stato di circa 1 miliardo di dollari.
Nell'agosto 2017 ha acquisito la Polarsun Automobile. Nel gennaio 2018 l'azienda ha iniziato la costruzione del suo secondo impianto di produzione a Huanggang nella provincia di Hubei.
Ad inizio ottobre 2023 ha presentato istanza di fallimento presso un tribunale di Shanghai.

## Modelli

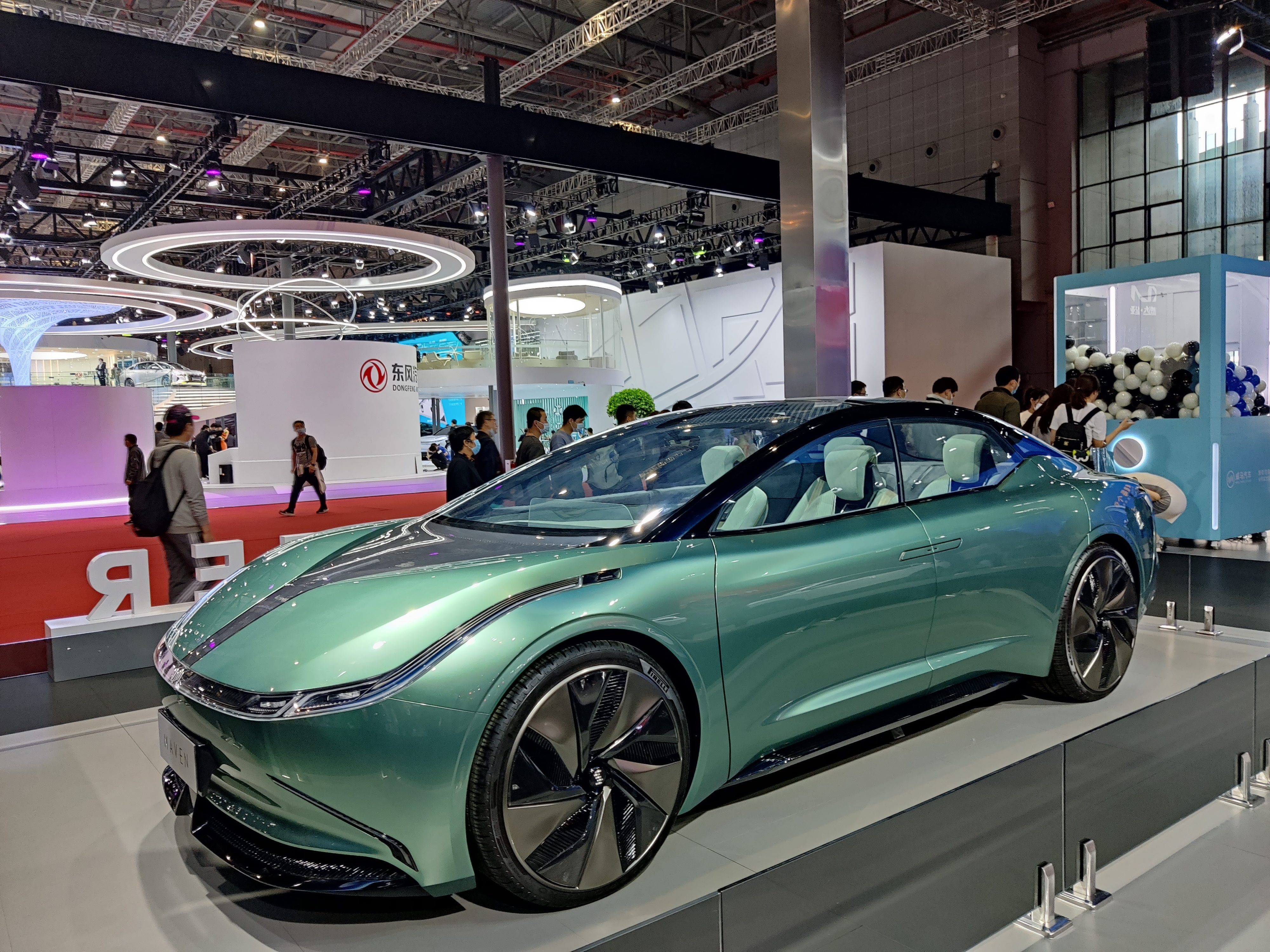
Weltmeister Evolve

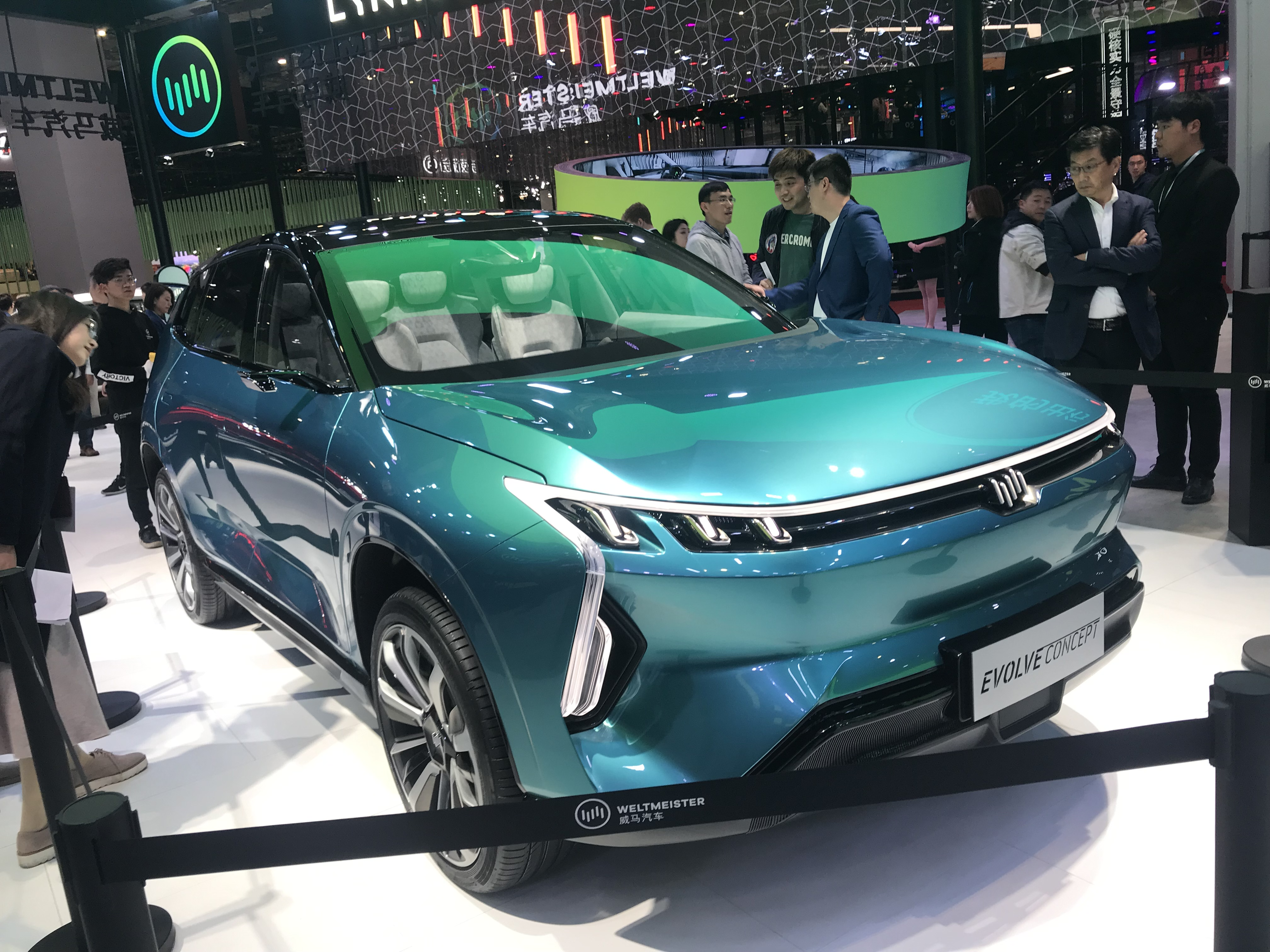
Weltmeister Maven

- Weltmeister E5 (2021-), berlina compatta
- Weltmeister EX5 (2018-), SUV compatto
- Weltmeister EX6 (2019-), SUV di medie
- Weltmeister W6 (2021-), SUV compatto
- Weltmeister M7 (2022-)
- Weltmeister Evolve Concept
- Weltmeister Maven Concept